# Equilíbrio de Nash
O equilíbrio de Nash representa uma situação em que, em um jogo envolvendo dois ou mais jogadores, nenhum jogador tem a ganhar mudando sua estratégia unilateralmente. 
Segundo este conceito, apesar de os participantes não cooperarem, é possível que a busca individual da melhor solução conduza o jogo a um resultado em que se verifique estabilidade, não havendo incentivo para que nenhum deles altere o seu comportamento.
Para melhor compreender esta definição, suponha que há um jogo com n participantes. No decorrer deste jogo, cada um dos n participantes seleciona sua melhor estratégia, ou seja, aquela que lhe traz o maior benefício. Então, se cada jogador chegar à conclusão que ele não tem como melhorar sua estratégia dadas as estratégias escolhidas pelos seus n-1 adversários (estratégias dos adversários não podem ser alteradas), então as estratégias escolhidas pelos participantes deste jogo definem um "equilíbrio de Nash".

## Definição matemática
Deixe (S, f) ser um jogo com n participantes, onde Si é o conjunto de estratégias possíveis para o participante i, S=S1 X S2 … X Sn é o conjunto de estratégias que especificam todas as ações em um jogo (somente uma estratégia por participante) e f=(f1(x), …, fn(x)) é a função de payoff. Deixe {\displaystyle x_{-i}} ser o conjunto de estratégias de todos os jogadores com exceção do jogador i. Quando cada jogador i {\displaystyle \in } {1, …, n} seleciona sua estratégia xi resultando no conjunto de estratégias x = (x1, …, xn) então o jogador i obtém o payoff fi(x). Note que o payoff depende da estratégia selecionada pelo jogador i e também pelas estratégias escolhidas pelos seus adversários. Um conjunto de estratégias x* {\displaystyle \in } S é um equilíbrio de Nash caso nenhuma alteração unilateral da estratégia é rentável para este jogador, ou seja
{\displaystyle \forall i,x_{i}\in S_{i},x_{i}\neq x_{i}^{*}:f_{i}(x_{i}^{*},x_{-i}^{*})\geq f_{i}(x_{i},x_{-i}^{*}).}